# ميغان وارد
ميغان ماري وارد (بالإنجليزية: Megan Ward)‏ (مواليد 24 سبتمبر 1969) ممثلة أميركية، معروفة بظهورها في العديدة في أفلام خيال علمي و
فيلم رعب ومسلسلات تلفزيونية، في عام 2007 انضمت إلى طاقم المسلسل الدرامي الأمريكي المستشفى العام في دور كيت هوارد.
و في الدراما التلفزيونية سي اس آي: التحقيق في موقع الجريمة (2010) في دور «ليزا آدمز» وظهورها في سي اس آي: نيويورك (2011) في دور «آني كارتلاند».

## نشأتها
وُلدت ميغان وارد في 24 سبتمبر 1969 في لوس أنجلوس، كاليفورنيا، وهي الأصغر من بين أشقاءها الأربعة، وكان والداها ممثلين محترفين ومدربين تمثيلين. عندما كانت وارد في الرابعة من عمرها، انتقلت عائلتها إلى هونولولو، هاواي، في سن التاسعة بدأت في عمل الإعلانات التجارية للمتاجر المحلية. في مراهقتها المبكرة ذهبت إلى اليابان للعمل كعارضة أزياء وبقيت لعدة سنوات. بعد أن تعلمت سابقًا التحدث باللغة من دراستها في هاواي ، حصلت على وظيفة في استضافة برنامج تلفزيوني ياباني ، ساينس كيو ، وهو برنامج تلفزيوني علمي تم بثه في هيئة الإذاعة اليابانية من عام 1988 إلى فبراير 1989.

## روابط خارجية
- ميغان وارد على موقع IMDb (الإنجليزية)
- ميغان وارد على موقع ألو سيني (الفرنسية)
- ميغان وارد على موقع أول موفي (الإنجليزية)
- ميغان وارد على موقع قاعدة بيانات الأفلام السويدية (السويدية)
- ميغان وارد على موقع إن إن دي بي (الإنجليزية)
- ميغان وارد على موقع قاعدة بيانات الفيلم (الإنجليزية)
- ميغان وارد على موقع كينوبويسك (الروسية)